# Capasa instabilata
Capasa instabilata là một loài bướm đêm trong họ Geometridae.